# Camerun ai Giochi della XXIX Olimpiade
Il Camerun ha partecipato alle Giochi della XXIX Olimpiade di Pechino, svoltisi dall'8 al 24 agosto 2008, con una delegazione di 33 atleti.

## Medaglie
| Medaglia | Nome                   | Sport            | Evento                 |
| -------- | ---------------------- | ---------------- | ---------------------- |
| Oro      | Françoise Mbango Etone | Atletica leggera | Salto triplo femminile |

## Atletica leggera
| Gara         | Atleta             | Qualificazioni | Qualificazioni | Finale | Finale |
| Gara         | Atleta             | Misura         | Pos.           | Misura | Pos.   |
| ------------ | ------------------ | -------------- | -------------- | ------ | ------ |
| Salto triplo | Hugo Mamba-Schlick | 16,01 m        | 15             |        |        |

| Gara           | Atleta              | Batterie     | Batterie     | Quarti | Quarti | Semifinali | Semifinali | Finale | Finale |
| Gara           | Atleta              | Tempo        | Pos.         | Tempo  | Pos.   | Tempo      | Pos.       | Tempo  | Pos.   |
| -------------- | ------------------- | ------------ | ------------ | ------ | ------ | ---------- | ---------- | ------ | ------ |
| 100 m          | Myriam Léonie Mani  | 10"50        | 3            | 10"08  | 6      |            |            |        |        |
| 400 m ostacoli | Carole Kaboud Mebam | non previsto | non previsto | 57"81  | 6      |            |            |        |        |

| Gara                | Atleta                 | Qualificazioni | Qualificazioni | Finale  | Finale |
| Gara                | Atleta                 | Misura         | Pos.           | Misura  | Pos.   |
| ------------------- | ---------------------- | -------------- | -------------- | ------- | ------ |
| Salto triplo        | Françoise Mbango Etone | 14,50 m        | 6              | 15,39 m |        |
| Lancio del martello | Georgina Toth          | nessun misura  | -              |         |        |

## Calcio

### Torneo maschile

#### Squadra
Allenatore:  Martin Ndtoungou
| N. | Pos. | Giocatore                 | Data nascita (età)    | Pres. | Reti | Squadra                         |
| -- | ---- | ------------------------- | --------------------- | ----- | ---- | ------------------------------- |
| 1  | P    | Amour Patrick Tingyemb    | 14 giugno 1985 (23)   |       |      | Tonnerre Yaoundé                |
| 2  | A    | Albert Baning             | 9 marzo 1985 (23)     |       |      | Paris Saint-Germain             |
| 3  | D    | Antonio Ghomsi            | 22 aprile 1984 (24)   |       |      | Mechelen                        |
| 4  | D    | André Bikey               | 8 gennaio 1985 (23)   |       |      | Reading                         |
| 5  | D    | Alexandre Song            | 9 settembre 1987 (20) |       |      | Arsenal                         |
| 6  | C    | Stéphane M'Bia            | 20 maggio 1986 (22)   |       |      | Rennes                          |
| 7  | A    | Marc Mboua                | 26 febbraio 1987 (21) |       |      | Cambuur                         |
| 8  | C    | Georges Mandjeck          | 9 dicembre 1988 (19)  |       |      | Stoccarda                       |
| 9  | C    | Franck Songo'o            | 14 maggio 1987 (21)   |       |      | Portsmouth                      |
| 10 | A    | Christian Bekamenga       | 9 maggio 1986 (22)    |       |      | Nantes                          |
| 11 | A    | Gustave Bebbe             | 22 giugno 1982 (26)   |       |      | Ankaragücü                      |
| 12 | D    | Paul Rolland Bebey Kingué | 9 novembre 1986 (21)  |       |      | Les Astres                      |
| 13 | D    | Nicolas Nkoulou           | 27 marzo 1990 (18)    |       |      | Monaco                          |
| 14 | C    | Aurélien Chedjou          | 20 giugno 1985 (23)   |       |      | Lilla                           |
| 15 | C    | Landry Nguemo             | 28 novembre 1985 (22) |       |      | Nancy                           |
| 16 | P    | Joslain Mayebi            | 14 ottobre 1986 (21)  |       |      | Hakoah Maccabi Amidar Ramat Gan |
| 17 | C    | Alain Junior Ollé Ollé    | 11 aprile 1987 (21)   |       |      | Friburgo                        |
| 18 | D    | Alexis Enam               | 25 ottobre 1986 (21)  |       |      | Club Africain                   |
| 19 | D    | Guy Bondoa                | 2 gennaio 1987 (21)   |       |      | DAC Dunajska Streda             |

#### Prima fase
| Arbitro: | Maruffo |

|          |           |              |
| Park 68’ | Marcatori | 81’ Mandjeck |

| Arbitro: | Al Hilali |

|           |           |  |
| M'Bia 74’ | Marcatori |  |

| Tientsin 13 agosto 2008, ore 17:00 UTC+8 | Italia U-23 | 0 – 0 referto | Camerun U-23 | Tianjin Olympic Centre Stadium (47.307 spett.)\| Arbitro: \| Vázquez \| |
| Arbitro:                                 | Vázquez     |               |              |                                                                         |

| Squadra            | P.ti | G | V | N | P | GF | GS | DR |
| ------------------ | ---- | - | - | - | - | -- | -- | -- |
| Italia U-23        | 7    | 3 | 2 | 1 | 0 | 6  | 0  | +6 |
| Camerun U-23       | 5    | 3 | 1 | 2 | 0 | 2  | 1  | +1 |
| Corea del Sud U-23 | 4    | 3 | 1 | 1 | 1 | 2  | 4  | -2 |
| Honduras U-23      | 0    | 3 | 0 | 0 | 3 | 0  | 5  | -5 |

#### Seconda fase
Quarti di finale
| Arbitro: | Skomina |

|                         |           |  |
| Sóbis 101’ Marcelo 105’ | Marcatori |  |

## Canottaggio
| Gara    | Atleta            | Batterie | Batterie | Ripescaggi | Ripescaggi | Quarti | Quarti | Semifinali | Semifinali | Finale  | Finale |
| Gara    | Atleta            | Tempo    | Pos.     | Tempo      | Pos.       | Tempo  | Pos.   | Tempo      | Pos.       | Tempo   | Pos.   |
| ------- | ----------------- | -------- | -------- | ---------- | ---------- | ------ | ------ | ---------- | ---------- | ------- | ------ |
| Singolo | Paul Etia Ndoumbe | 7'59"26  | 5        |            |            |        |        | 7'29"68    | 2          | 7'21"34 | 5      |

## Judo
| Gara   | Atleta          | Preliminari | Tabellone principale                | Tabellone principale              | Tabellone principale | Tabellone principale | Tabellone principale | Ripescaggi | Ripescaggi | Ripescaggi | Ripescaggi |
| Gara   | Atleta          | Preliminari | Sedicesimi                          | Ottavi                            | Quarti               | Semifinali           | Finale               | 1º turno   | Quarti     | Semifinali | Finale     |
| ------ | --------------- | ----------- | ----------------------------------- | --------------------------------- | -------------------- | -------------------- | -------------------- | ---------- | ---------- | ---------- | ---------- |
| 100 kg | Franck Moussima |             | Arturo Martínez (Messico) 0100-0001 | Daniel Hadfi (Ungheria) 0010-1002 |                      |                      |                      |            |            |            |            |

## Lotta
| Gara  | Atleta            | Tabellone principale              | Tabellone principale | Tabellone principale | Tabellone principale | Ripescaggi  | Ripescaggi    | Ripescaggi |
| Gara  | Atleta            | Ottavi                            | Quarti               | Semifinali           | Finale               | Prima turno | Secondo turno | Finale     |
| ----- | ----------------- | --------------------------------- | -------------------- | -------------------- | -------------------- | ----------- | ------------- | ---------- |
| 72 kg | Ali Annabel Laure | Agnieszka Wieszczek (Polonia) 0-3 |                      |                      |                      |             |               |            |

## Nuoto
| Gara                        | Atleta                          | Batterie | Batterie | Semifinali | Semifinali | Finale | Finale |
| Gara                        | Atleta                          | Tempo    | Pos.     | Tempo      | Pos.       | Tempo  | Pos.   |
| --------------------------- | ------------------------------- | -------- | -------- | ---------- | ---------- | ------ | ------ |
| 50 m stile libero maschili  | Alain Tobe Brigion              | 24"53    | 61       |            |            |        |        |
| 50 m stile libero femminili | Antoinette Joyce Guedia Mouaffo | 33"59    | 83       |            |            |        |        |

## Pugilato
| Gara                | Atleta         | Sedicesimi                                       | Ottavi                   | Quarti | Semifinali | Finale |
| ------------------- | -------------- | ------------------------------------------------ | ------------------------ | ------ | ---------- | ------ |
| Pesi mosca leggeri  | Thomas Essomba | Hovhannes Danielyan (Armenia) 3-9                |                          |        |            |        |
| Pesi welter leggeri | Smaïla Mahaman | Roniel Iglesias Sotolongo (Cuba) 1-15            |                          |        |            |        |
| Pesi welter         | Joseph Mulema  | Bruno Flavien Bongongo (Rep. Centrafricana) 17-2 | Hanati Silamu (Cina) 4-9 |        |            |        |

## Sollevamento pesi
| Gara  | Atleta                | Strappo | Strappo | Slancio | Slancio | Totale | Posizione |
| Gara  | Atleta                | Ris.    | Pos.    | Ris.    | Pos.    | Totale | Posizione |
| ----- | --------------------- | ------- | ------- | ------- | ------- | ------ | --------- |
| 85 kg | Brice Vivien Batchaya | 153     | 13      | 180     | 14      | 333    | 14        |

## Tennis tavolo
| Gara              | Atleta                | Preliminari                     | Turno 1 | Turno 2 | Turno 3 | Turno 4 | Quarti | Semifinali | Finale |
| ----------------- | --------------------- | ------------------------------- | ------- | ------- | ------- | ------- | ------ | ---------- | ------ |
| Singolo femminile | Victorine Fomun Angum | Lian Qian (Rep. Dominicana) 0-4 |         |         |         |         |        |            |        |